# Hrabstwo Bradford (Pensylwania)

Piramida wieku hrabstwa

Hrabstwo Bradford – hrabstwo w stanie Pensylwania w USA. Populacja wynosi 62 761 mieszkańców (stan według spisu z 2000 r.).
Powierzchnia hrabstwa wynosi 3007 km², gęstość zaludnienia – 21,1 osób/km².